# NGC 82
NGC 82 är en stjärna med skenbar magnitud 14,8 belägen i södra delen av stjärnbilden Andromeda. Den registrerades första gången av den franske astronomen Guillaume Bigourdan den 23 oktober 1884.

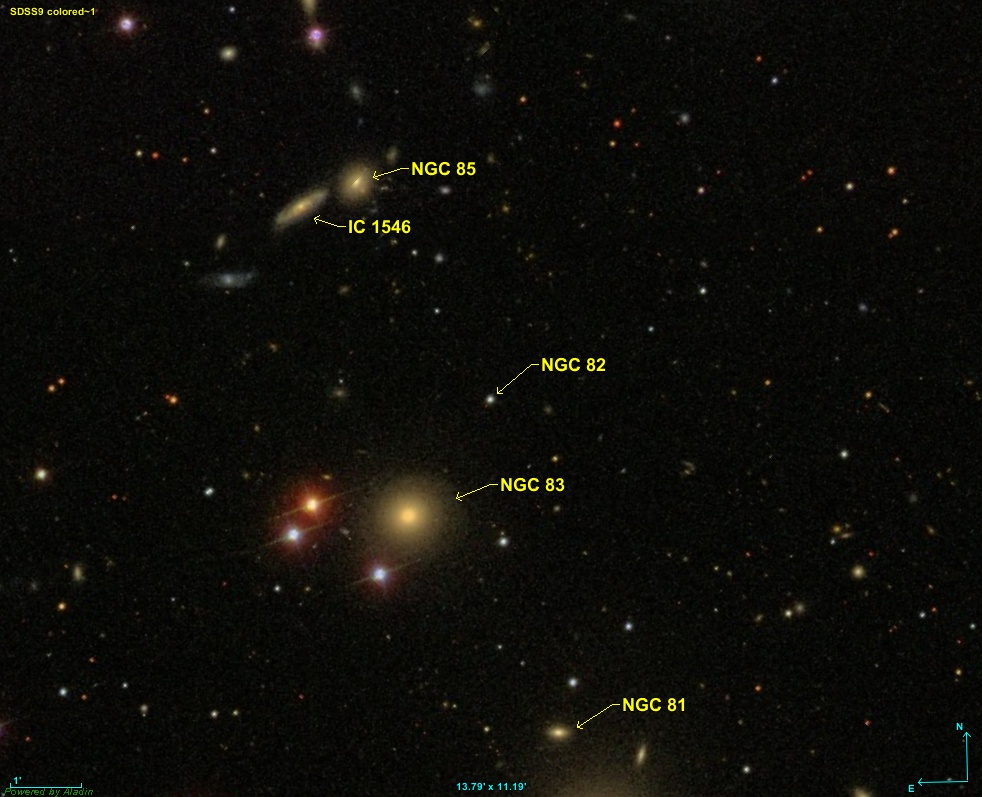
NGC 82